# Баланды (Полтавская область)
Баланды (укр. Баланди) — село,
Борковский сельский совет,
Великобагачанский район,
Полтавская область,
Украина.
Код КОАТУУ — 5320281003. Население по переписи 2001 года составляло 36 человек.

## Географическое положение
Село Баланды находится на левом берегу реки Гнилица, которая через 2 км впадает в реку Псёл,
выше по течению на расстоянии в 1 км расположено село Коноплянка,
ниже по течению на расстоянии в 1 км расположено село Борки,
на противоположном берегу — село Белоцерковка.

## История
- 1729 — дата основания.